# Róza Laborfalvi

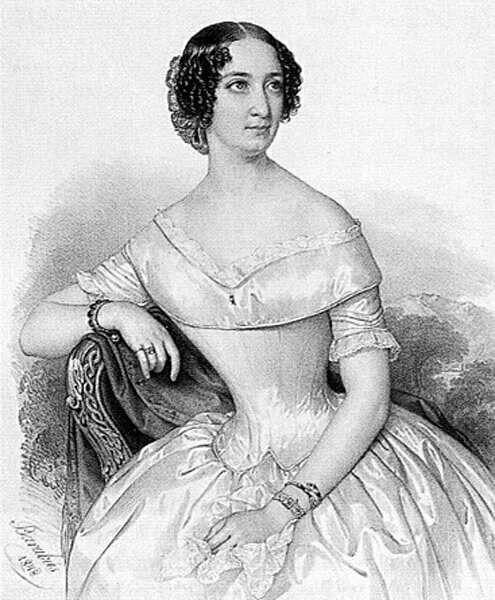
Róza Laborfalvi în 1848, după o litografie de Miklós Barabás

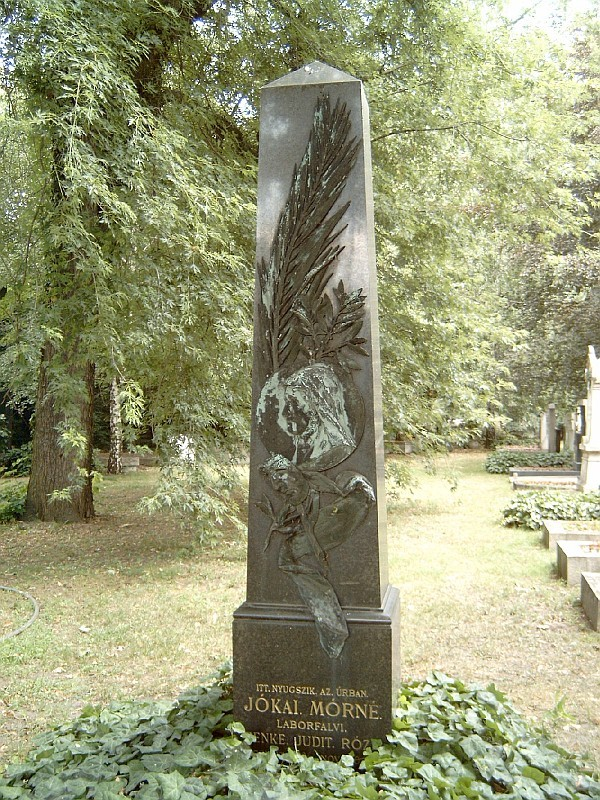
Mormântul Rózei Laborfalvi (Jókai Mórné), al Rózei Jókai (Feszty Árpádné) și al Máriei Feszty (Masa) în cimitirul Kerepesi din Budapesta: 34/2-1-3. Monument creat de György Zala și construit de compania lui Béla Gerenday.

Róza Laborfalvi (născută Judit Benke de Laborfalva, n. 8 aprilie 1817, Miskolc, Imperiul Austriac – d. 20 noiembrie 1886, Budapesta, Austro-Ungaria) a fost o actriță maghiară și soția scriitorului Mór Jókai. A devenit o actriță dramatică proeminentă a istoriei teatrului maghiar.

## Biografie
Tatăl ei, József Benke de Laborfalva (1781-1855), era un actor și director de teatru, de origine nobilă secuiască, iar mama ei era actrița Zsuzsanna Rácz. Numele său inițial era Judit Benke de Laborfalva (laborfalvi Benke Judit, potrivit stilului ortografic al numelor maghiare), dar și-a schimbat ulterior prenumele în cel de „Róza” și a preluat numele ei nobiliar „Laborfalvi” ca nume de familie, devenind astfel Róza Laboralvi.
Și-a început cariera de actriță la Teatrul Castelului din Buda în 1833, fiind încurajată de omul de cultură Gábor Döbrentei. Începînd din 1837 a jucat la Teatrul Național din Pesta, unde a interpretat roluri tragice ca succesoare a actriței Anna Engelhardt Kántorné. Mulți au apreciat vocea ei profundă, talentul ei recitativ și privirea expresivă.
Pe 15 martie 1848 l-a întâlnit pe scriitorul Mór Jókai la o reprezentație a piesei Bánk bán a lui József Katona. Cei doi s-au căsătorit în același an. Căsătoria lor a cauzat un mare scandal; mai mulți prieteni ai scriitorului (printre care Sándor Petőfi) s-au opus căsătoriei, în principal pentru că actrița era cu opt ani mai în vârstă decât Jókai și avea o fiică ilegitimă în vârstă de 12 ani, Róza Benke, al cărei tată era celebrul actor Márton Lendvay. Oponenții căsătoriei au fost împăcați atunci când Laborfalvi i-a salvat viața lui Jókai în timpul Revoluției Maghiare de la 1848-1849. (Róza Benke a avut ulterior o fiică ilegitimă, numită tot Róza, care s-a căsătorit mai târziu cu pictorul Árpád Feszty).
Până la retragerea ei în 1859, Róza Laborfalvi a fost una dintre cele mai de succes actrițe ale vremii sale. În 3 septembrie 1857 noua clădire a Teatrului Național din Miskolc a fost inaugurată cu discursul lui Jókai și cu interpretarea Rózei Laborfalvi ca actriță invitată. Mai târziu, în 1883, ea a apărut din nou pe aceeași scenă într-o ceremonie de rămas bun.

## Roluri importante
Printre cele mai importante roluri jucate se pot enumera: Gertrudis (József Katona: Bánk bán); Volumina (Shakespeare: Coriolanus); Mary, regina Scoției (Schiller: Maria Stuart); Lady Macbeth (Shakespeare: Macbeth); Goneril (Shakespeare: Regele Lear); Orsina (Lessing: Emilia Galotti); Lady Milford (Schiller: Intrigă și iubire); Predszlava (Szigligeti: A trónkereső).